# Arturo Álvarez
José Arturo Álvarez Hernández (* 28. Juni 1985 in Houston, Texas) ist ein US-amerikanischer ehemaliger Fußballspieler mit salvadorianischer Abstammung. Von 2009 an gehörte er mehrere Jahre zum Kader der Fußballnationalmannschaft von El Salvador, nachdem er zuvor bereits in verschiedenen US-amerikanischen Auswahlen zum Einsatz kam.

## Karriere

### Verein
Alvarez spielte kein College-Soccer, bekam seine Chance aber durch das Projekt Generation Adidas, das zum damaligen Zeitpunkt von der Sportmarke Nike gesponsert wurde und unter dem Namen Project-40 lief. Im MLS SuperDraft 2003 wurde er als dreizehnter Pick von den San José Earthquakes ausgewählt. Am 14. Juni 2003 erzielte er gegen den FC Dallas sein erstes Tor, allerdings erhielt er von seinem Trainer Frank Yallop nur einen Kurzeinsatz. Nach 26 Einsätzen und zwei Toren wechselte er im Jahr 2005 zusammen mit seinem Teamkollegen Richard Mulrooney zu dem Verein, gegen den er sein erstes MLS-Tor geschossen hatte, zum FC Dallas. Als Tausch bekamen die Quakes Brad Davis.
Bei den MLS Cup Playoffs 2007 wurde er im Halbfinal-Rückspiel gegen die Houston Dynamo in der 47. Minute wegen Unsportlichkeit mit einer roten Karte des Platzes verwiesen, nachdem er seinem Gegenspieler Brad Davis in die Leistengegend getreten hatte. Dallas gewann das Hinspiel mit 1:0, lag im Rückspiel mit 1:2 zurück und verlor in der Verlängerung mit 1:4.
Im November 2007 hatte er ein einwöchiges Probetraining beim französischen Topklub Girondins Bordeaux, die ihn danach jedoch nicht ins Profiteam aufnahmen. Nach 86 Spielen und elf Toren beim FC Dallas, wechselte er im Juli 2008 wieder zurück zu den San José Earthquakes. Bei seinem ersten Spiel für die Earthquakes, einem 3:2-Heimsieg über Los Angeles Galaxy, erzielte er auch gleich ein Tor.
Am 24. November wurde er in der zehnten Runde des MLS Expansion Drafts von den Portland Timbers ausgewählt, wechselte aber in der zweiten Runde des MLS SuperDrafts zu Real Salt Lake.
Nach sechzehn Ligaspielen wurde der Vertrag von Alvarez nicht verlängert und deshalb wurde er am 5. Dezember beim „MLS Re-Entry Draft 2011“ vom CD Chivas USA gedraftet. Doch schon am 30. Januar 2012 wurde sein Vertragsverhältnis aufgelöst und er bekam einen Zweijahresvertrag beim portugiesischen Klub FC Paços de Ferreira. Am 18. März erzielte er gegen Académica de Coimbra sein erstes Ligator für seinen neuen Verein.
Im Februar 2013 wurde Alvarez bis zum Ende der Saison an den ungarischen Verein Videoton FC ausgeliehen. Nach Ende der Leihfrist im Juni 2013 wurde er von Videoton fest verpflichtet und unterschrieb einen Zwei-Jahres-Vertrag beim ungarischen Erstligisten. Beim Videoton FC zeigte er in der ungarischen Nemzeti Bajnokság gute Leistungen und kam regelmäßig zum Einsatz, sodass sein Vertrag vorzeitig bis zum Ende der Saison 2015/16 verlängert wurde. Anschließend ging er zurück in die Staaten, wo er bis 2019 noch für Chicago und Houston auflief.

### Nationalmannschaft
Alvarez durchlief die U-17-, U-18-, U-20- und U-23-Nationalmannschaften der USA. Jedoch wurde er nie für ein A-Länderspiel nominiert. Da er salvadorianischer Abstammung ist, nominierte ihn der Nationaltrainer Carlos de los Cobos für seinen Kader. Am 12. August 2009 gab er im Rahmen der WM-Quali 2010 sein Debüt gegen Trinidad und Tobago, als er in der 46. Minute für Osael Romero eingewechselt wurde. Dieses Spiel endete mit einer 0:1-Niederlage. Am 5. September spielte er im Rio Tinto Stadium in Sandy, Utah gegen sein Heimatland, die USA. El Salvador verlor mit 1:2. Nur vier Tage später absolvierte er sein erstes Heimspiel beim 1:0-Sieg über Costa Rica. Bisher bestritt er 21 Länderspiele für El Salvador.